# Leon Braunstahl
Leon Braunstahl (1981) is een Nederlands voormalig korfballer en huidige korfbalcoach. Hij is meervoudig Nederlands kampioen geworden met TOP. Nadat hij zijn spelerscarrière in 2011 vroegtijdig moest stoppen vanwege blessureleed is hij toegevoegd aan de staf van het Nederlands korfbalteam. Van 2016 t/m 2020 was hij in functie als fysiotherapeut en assistent-bondscoach onder Wim Scholtmeijer. In Seizoen 2020-2021 was hij, samen met Bas Harland de hoofdcoach van TOP. In 2024 keerde Braunstahl terug bij Team NL.
Braunstahl is getrouwd met Bregtje van Drongelen die ook bij TOP korfbalde. Naast zijn werk bij korfbal is Braunstahl orthopedisch manueel therapeut.

## Spelerscarrière

### Begin van carrière
Braunstahl begint met korfbal bij het Scheveningse KVS. In 2002 stapt hij over naar het naburige KV Futura. Daar speelde hij t/m 2005.

### Naar de Korfbal League
In 2005 verhuist Braunstahl naar KV Die Haghe, een club die op het hoogste niveau speelt, namelijk in de prestigieuze Korfbal League. De ploeg werd in 2000 en 2002 nog landskampioen, maar heeft het na het stoppen van belangrijke spelers zoals Tim Abbenhuis en Mandy Loorij lastig. 
Die Haghe wordt in 2005-2006 dan ook net aan 7e in de Korfbal League. Braunstahl scoort dat seizoen 54 goals en is hiermee de 3e scorende heer van het team.
In seizoen 2006-2007 wordt Die Haghe weer 7e in de zaalcompetitie, maar het is wel de doorbraak van Braunstahl. Hij maakt 103 goals en is naast topscoorder van Die Haghe ook de nummer 8 van Nederland.

### TOP Sassenheim
Na 2 seizoenen bij Die Haghe kiest Braunstahl er in 2007 ervoor om te verhuizen naar TOP uit Sassenheim. Een opmerkelijke keuze, want terwijl Die Haghe in de Korfbal League speelde, speelde TOP op dat moment nog Hoofdklasse. Onder leiding van coach Hans Heemskerk wordt gebouwd aan goed team met grote ambities. Braunstahl past hier goed in en dit betaalt zich meteen uit. In 2007-2008 staat TOP in de Hoofdklasse Finale en wint het met 21-20 van AKC Almelo.
Seizoen 2008-2009 is het debuut van TOP in de Korfbal League en Braunstahl wordt in het dit seizoen topscoorder van TOP. Hij maakt 84 goals en TOP werd veilig 6e in de competitie.
In seizoen 2009-2010 vestigde Braunstahl zich als ware topscoorder. Hij werd na het seizoen 5e op de landelijke topscoorderslijst met 133 treffers. De 4 spelers die boven hem eindigden hadden allemaal meer wedstrijden gespeeld, omdat hun ploegen de play-offs hadden gespeeld. TOP werd wel weer 6e.
Seizoen 2010-2011 was de echte doorbraak van TOP. De ploeg had zich versterkt met onder anderen Mick Snel en Celeste Split en het eindigde 3e in de competitie. Voor de eerste keer in de clubhistorie kon TOP play-offs spelen. Voor Braunstahl was dit seizoen geen succes. Vanwege een schouderblessure zag hij zich genoodzaakt slechts 5 wedstrijden te spelen, om maar 6 goals te maken. Hij zag vanaf de zijlijn hoe zijn ploeg won in de play-offs van het Delftse Fortuna en zich zo plaatste voor de Ahoy finale. In deze finale won TOP met 21-19 van PKC. TOP was landskampioen in de zaal en een aantal weken later werd het ook veldkampioen, maar dit zou het laatste seizoen van Braunstahl zijn. Hij stopte op 30-jarige leeftijd.
Uiteindelijk speelde Braunstahl dus 5 seizoenen in de Korfbal League en stopte in 2011 met de zaal- en veldtitel op zak.

## Erelijst
- Korfbal League kampioen, 1x (2011)
- Ereklasse veldkorfbal kampioen, 1x (2011)

## Coachingscarrière

### Oranje
Sinds 2016 behoort Braunstahl bij de selectie van het Nederlands korfbalteam in de functie van fysiotherapeut/assistent-bondscoach.
Het EK van 2020 zou zijn laatste wapenfeit zijn bij Oranje, maar dit toernooi kwam vanwege COVID-19 te vervallen. In de zomer van 2020 stopte Braunstahl bij Oranje om zich te focussen op zijn nieuwe coachingsuitdaging in clubverband.

### TOP
In januari 2020 werd bekendgemaakt dat Braunstahl de nieuwe hoofdcoach van TOP zou worden. Samen met Bas Harland zal hij vertrekkend coach Jan Niebeek opvolgen, die de bondscoach van het Nederlands korfbalteam werd.
In seizoen 2020-2021 begon de competitie wat later dan normaal, vanwege COVID-19. TOP werd na de reguliere competitie 2e in Poule B, waardoor het zich plaatste voor de play-offs. In de eerste play-off ronde versloeg TOP in 2 wedstrijden AKC Blauw-Wit, waardoor het een ronde verder kwam. In de 2e play-off ronde (halve finales) stuitte het echter op PKC. TOP won de eerste wedstrijd in de best-of-3 met 22-21, maar verloor de daarop volgende 2 wedstrijden. Hierdoor hield het seizoen voor TOP op in de 2e play-off ronde.
Na één seizoen als coach bij TOP stopte Braunstahl. Als reden gaf hij hiervoor dat de balans tussen gegeven en ontvangen energie niet in orde was. TOP stelde Marco Swikker en Timon Zuurmond aan als de nieuwe coaches.

### Return bij TOP
Tijdens seizoen 2021-2022 had TOP het lastig. De ploeg had voorafgaand aan het seizoen sterspelers Mick Snel, Celeste Split, Jet Hendriks en Tim Flokstra zien stoppen of vertrekken naar een andere club. In de eerste competitiefase verzamelde de ploeg slechts 8 punten uit 10 wedstrijden en hierdoor kwam de ploeg voor de tweede competitiefase terecht in de zogenoemde degradatiepoule.
Het bestuur van de club greep en in februari 2022 werden de nieuwe coaches Zuurmond en Swikker op non actief gezet. Om de ploeg terug op de rails te krijgen en directe degradatie te ontlopen stelde TOP Braunstahl aan als interim coach om het seizoen af te maken. Deze aanstelling had niet het gewenste effect - al voor de laatste speelronde bleek dat TOP te weinig punten had om directe degradatie af te wenden. Zo zou TOP in seizoen 2022-2023 uitkomen in een niveau lager dan de Korfbal League.

### Return bij Oranje
Vanaf 2024 is Braunstahl terug bij de staf van het Nederlands korfbalteam. Hij zal, samen met nieuwe bondscoach Ard Korporaal leiding geven aan TEAM NL.